# 流し撮り
流し撮り（ながしどり）とは、動いている被写体のスチル写真をカメラ撮影する際、そのスピード感を効果的に撮影する技術である。

## 概要

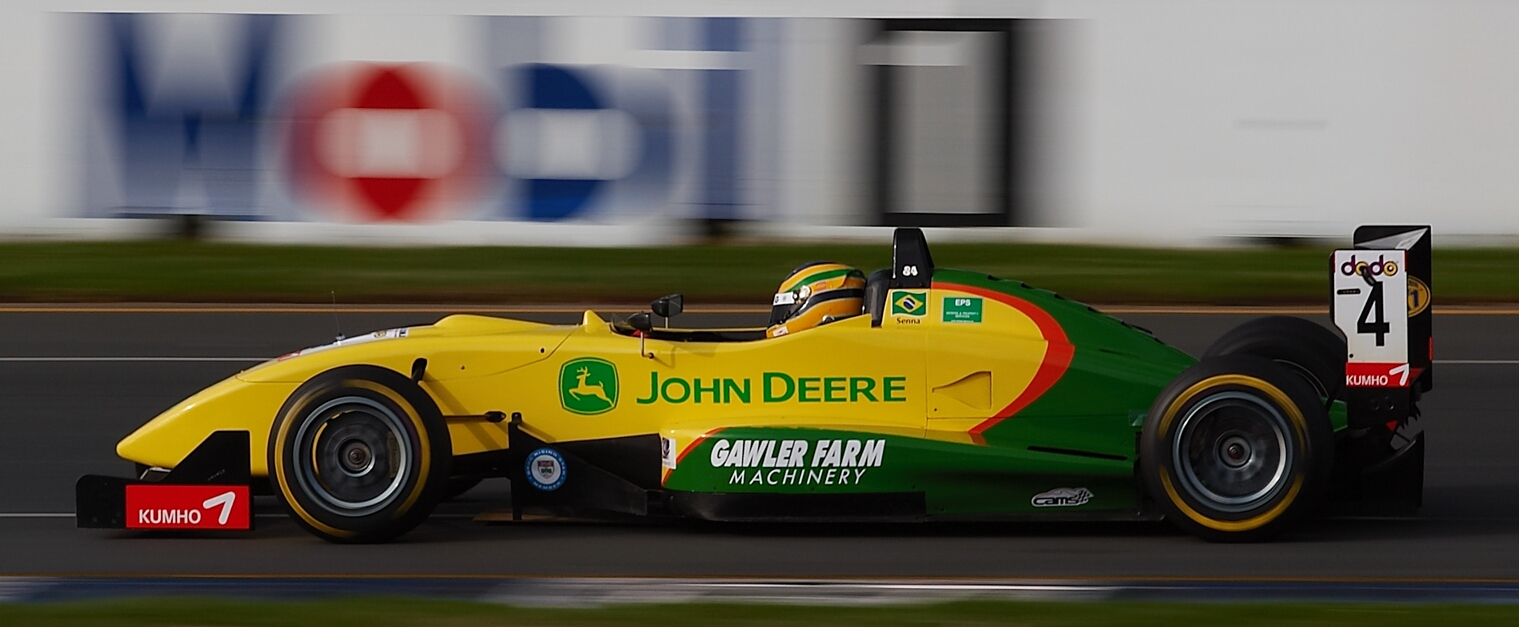
モータースポーツでの流し撮りの作例

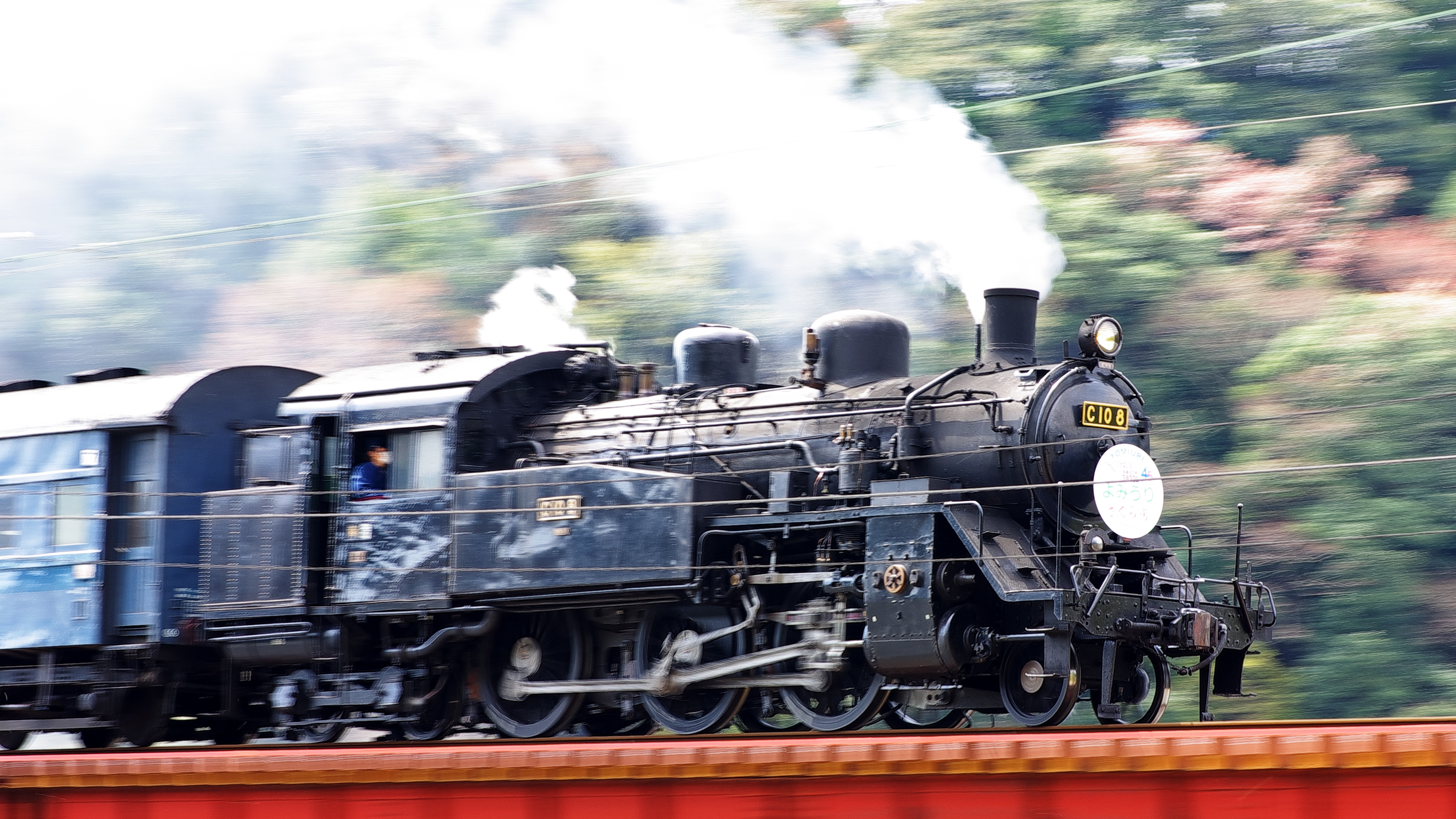
鉄道撮影での流し撮りの作例(シャッター速度優先自動露出で撮影)

作例のように、動いている被写体がブレず、背景がブレることにより被写体のスピード感を表現するのが流し撮りである。
その方法は、固定したい被写体にレンズを向け、シャッターが開いている間はその位置がずれないように、その被写体の動きに合わせてカメラを動かす。背景は露光中にカメラが動いた分だけぶれ、被写体は止まっているように写る。離着陸・低空飛行中の航空機や走行中の列車、サーキットの自動車・バイク、競技中のスポーツ選手、競走馬など、動きの速い被写体のスピードを強調するために欠かせない技法である。

## 問題点と解決策

### 問題点
流し撮りの効果を確実なものにするためには、通常より長いシャッター速度が必要である。露光時間を長くするため、露出制御においては絞りをより小さくし、感度の低いフィルムを用いる（デジタルカメラでは感度を落とす）という作業が求められる。被写体の速度・周囲の明るさ・カメラ・レンズによってはシャッター速度以外の値を限界にしてもなお露光量が過大となるため、NDフィルター（減光フィルター）を使用する。NDフィルターには、さまざまな濃さ＝減光量のものが販売されているので、撮影条件に合わせて選ぶことができる。
また、長い露光時間はしばしば通常の手持ち撮影の限界を超え、大きな手ぶれによって被写体までも不鮮明になってしまう。手持ち撮影は熟練した撮影者には可能であっても、初心者や機材保持力の弱い撮影者には困難な技法であるのが実情である。一脚あるいは三脚といった器具を用いても、完全なパンニングができなければ、きちんと被写体を止められないばかりか縦ぶれも発生する。

### 解決策
1990年代後半から手ぶれ補正機構を持ったカメラやレンズが登場し、それらにより手ぶれの発生はある程度抑えられるようになった。その一方で「被写体を追ってカメラを振る動作を、機構が手ぶれと認識して補正してしまう」（きれいな流し撮りができない）という問題が生じた。
そこで、一眼レフカメラ用交換レンズにおいては縦方向の手ぶれのみを抑えるモードを加えることで解決を図った。キヤノンEFマウントの望遠ズーム、望遠単焦点、超望遠単焦点の「Lレンズ」と「DOレンズ」で採用された「イメージスタビライザー」（IS）は、レンズ鏡筒のスイッチパネルに、手振れ補正のON/OFFのほかに流し撮りに対応するモード切り替えスイッチ（モード2が流し撮り用）が設けられた。また、そのほかのIS付きキヤノンEF・RFマウントレンズとニコン製VRレンズには、極端に大きいぶれを意図的なぶれ、つまり流し撮りによるぶれと判断して、その方向に対するぶれ補正のみを自動的に停止させる機能が組み込まれている。
この他、パナソニックのレンズ一体型デジタルカメラの一部には、流し撮りモードが搭載されている。